# Kai Kung Tau
Kai Kung Tau (kinesiska: 雞公頭, 鸡公头) är en udde i Hongkong (Kina). Den ligger i den norra delen av Hongkong.
Terrängen inåt land är kuperad åt nordväst, men åt sydost är den platt. Havet är nära Kai Kung Tau österut.  Närmaste större samhälle är Tai Po, 18,8 km sydväst om Kai Kung Tau. 